# 真实魔鬼游戏 (2015年电影)
《真实魔鬼游戏》（Riaru Onigokko）是一部於2015年上映的日本動作恐怖片。該片由園子溫執導，並以山田悠介的小說《奪命捉迷藏》為創作靈感。於2015年7月11日上映。片中的主題曲 "真实魔鬼游戏" 是由搖滾樂團 Glim Spanky 演唱及創作的。

## 劇情
兩輛載著高中女生的校車正在前往春季畢業旅行。光子正在車上寫詩，平子想從光子手上搶筆記本時，光子的鋼筆不小心掉落。在彎腰撿起掉在地上的鋼筆時，僥倖躲過了一陣能把人削成兩半的「镰鼬」，而她所搭乘的校車和車上的其他人都因此遭劈成兩半。這股鐮鼬繼續追著她，殺死了她碰到的其他女孩子。她在一處充滿身首異處屍體的溪流中找到一件乾淨的制服，換上後茫然地走到自己的學校。她遇到了名叫阿秋、蘇和妙子的女孩子們。阿秋安慰她，然後女孩子們翹課跑去了樹林裡。她們在想，是不是有好多個不同的現實，而在那些現實裡，她們也有好多個不同的版本。蘇用一根白色的羽毛解釋了命運這回事，表示羽毛掉落的時間和它落在哪裡都是早就注定好的。她說，只要做一些平常不會做的事，就可以騙過命運，改變結果。
回到學校之後，在上課時光子看到地上有個枕頭，阿秋表示這是她的，在丟給她的瞬間，光子的老師突然拔出加特林機關槍開火，除了光子以外，其他女孩全都被射死。然後，光子被蘇和妙子拉出教室。她們來到另一間教室，看到另一個女孩，但她也被她的老師殺死。妙子試圖攻擊老師，但失敗了，被殺死。當蘇和光子試圖逃跑時，蘇在出口處被射中。光子跑出學校時，其他班級的同學也從他們的教室逃跑。當剩下的女孩逃跑時，其中一個女孩懇求光子思考為什麼會發生這種事。接著，剩下的女孩都被镰鼬劈成兩半。
後來，光子在城裡亂晃，她被一名警察認出，警察說她是慧子。光子覺得疑惑，當警察拿出鏡子讓她看時，她的長相已經完全變了樣。接著，警察帶她上車去參加她的婚禮。在婚禮上，光子認出阿秋是其中一位伴娘。然後，她被換上了婚紗。阿秋在慧子的幫助下，幹掉了所有幫慧子搞定婚禮的伴娘。慧子拿著一個破酒瓶，走向躺在棺材裡的新郎。女孩們開始脫去衣服，只穿著比基尼，表現得像是在派對上。棺材打開，裡面是個豬頭新郎，女孩們走向慧子，試圖讓慧子親吻豬頭。經過一番掙扎，慧子最後刺向新郎的脖子，新郎無生命地倒在地上。
大家開始嚇破膽，學校的老師們穿著更霸氣的服裝出現，攻擊阿秋和慧子。過了一陣子，阿秋和慧子打敗了他們。正當她們要離開時，阿秋跟慧子分開，說要去「轉移他的注意力」。
後來，光子來到了一座橋，有個女孩叫她跟著她。光子照做了，然後兩人竟然出現在一場馬拉松比賽中。光子的身份又變成了泉美。她路過一面鏡子，再次被自己新的樣貌嚇到，從血腥的婚紗變成馬拉松選手的裝備，頭髮也扎成馬尾。最後，她找到了阿秋、蘇和妙子，她們都在參加這場比賽。老師們又出現了，連豬頭也跑出來，開始追著女孩們跑，還把其他選手推開。接著，有人告訴她走捷徑，於是她找到了一個洞穴。
在那個洞穴裡，光子遇到一群亡靈般的女孩，她們試圖殺死她，說只要她活著，她們就會一直死去。阿秋及時出現救了光子，把她拉離那群亡靈。接著，阿秋讓光子不斷地喊出「我是光子」來喚醒她自己，讓她意識到自己就是光子，而不是其他人。之後，光子的樣貌又變回了原本的模樣。
阿秋透露她們都身處在一個被「某人」觀察的虛擬世界，而這個「某人」會繼續殺死其他人，除非身為「主角」的光子做些什麼來改變局勢。每個場景都是不同的世界，要到達最後一個世界，阿秋說光子必須殘忍地殺死她，把電纜從她的手臂上拔下來。光子不情願地照做，然後一個傳送門出現了。
光子發現自己來到了一個名叫「男人世界」的猥瑣城市，這裡只有男人，他們都愛玩一款暴力的3D恐怖生存遊戲「鬼抓人」，遊戲中光子、惠子和泉美都是可玩角色。她暈倒後醒來，發現自己在一間寺廟裡，那裡所有的女孩都像模特兒一樣展示著。她看到一個破舊的老人在電視上玩這個遊戲，重溫她經歷過的各種磨難，嚇得發現自己、惠子、泉美、阿秋和其他所有女孩的等身大模型。
老人告訴她，她現在身處未來；150年前，她是一個他作為同學崇拜的女孩。當她過世後，他拿到她和她朋友們的DNA，製作了他們的複製人，用在這個3D遊戲裡。一個老人的年輕版出現，脫光衣服，搖手示意她和他上床。老人告訴她，這個最後的階段是實現他最深切願望的時刻：和她發生關係。
光子攻擊那個年輕男子，對他大喊要他別把女孩當玩具。她撕破一個枕頭，房間裡羽毛四處飛舞。在光子攻擊枕頭的過程中，羽毛的顏色開始從純白色變成血紅色。想起蘇說過的欺騙命運的話，她選擇自殺，光子搶走老人的拐杖並往自己的心臟刺，讓老人震驚，因為他沒有把這部分寫進他的遊戲裡。光子再次回到每個場景的開頭，她在校車上、婚禮上和馬拉松比賽中同時自殺，這些暴力場景還來不及開始。然後她獨自醒來在一片白雪覆蓋的田野上，她跑開了，意識到「這一切終於結束了」。

### 解析
女主角在成長過程中經歷了單純、學校生活、被迫結婚、投身工作等階段。她面對著家人的期望和社會的規則，但她的內心勇敢讓她堅持自己。後來，她認為找到了真愛，卻發現這也是一場男人利用女人的騙局。她決定不讓命運掌控自己，以出乎意料的方式改變生活。在關鍵時刻，她重新站起來繼續前進。

## 外部連結
- 互联网电影数据库（IMDb）上《真实魔鬼游戏》的资料（英文）
- 爛番茄上《真实魔鬼游戏》的資料（英文）
- 豆瓣电影上《真实魔鬼游戏》的資料 （简体中文）